# Max Immelmann
Max Immelmann, född 21 september 1890 i Dresden, död 18 juni 1916 vid Sallaumines i Frankrike, var en tysk pilot och flygaräss under första världskriget.
En manöver som består av en halv looping följd av en halv roll på toppen för att hamna på rätt köl kallas idag för Immelmannsväng. Immelmann dog när hans Fokker havererade vid Sallaumines i norra Frankrike. Det råder delade meningar om hur han blev nedskjuten. Tyskarna hävdar att han sköts ner av sitt eget luftvärn, medan britterna hävdar att han sköts ner av korpral Waller och löjtnant G.R. McCubbin.
Ett urval av hans brev utgavs 1916 under titeln  Mina upplevelser som stridsflygare  (Meine Kampfflüge, svensk översättning 1917 av G. V. Nordenswan).

## Utmärkelser
- Pour le Mérite
- Riddare av första klassen av Albrektsorden

[Redigera Wikidata]